# Алоевиден стратиотес
Алоевиден стратиотес (Stratiotes aloides) e многогодишно блатно тревисто растение от семейство Водянкови.

## Разпространение и местообитаниe
Видът е разпространен на Балканския полуостров, Северна Европа, Предкавказието и Западен Сибир. Среща се из заблатени места, отводнителни канали и блата от 0 до 300 метра н.в.
В миналото в България Алоевидният стратиотес е бил широко разпространен по поречието на река Дунав. Негативните промени във водния режим на Дунавските блата, свързан основно с отводняване е причина за значително ограничаване на ареала му в България. Днес са известни само няколко находища - резервата Сребърна, Островско блато и местностите „Калугерски град“ и „Тополите“ до село Селановци.

## Описание
Видът представлява двуполово растение, което е потопено във водата. Цъфти през май до юли като по това време плава на повърхността. Плодовете му узряват през юли – август. Стъблата му са къси, със столони, а листата са приосновни, линейноланцетни като към върха постепенно изтъняват. По страничната си повърхност са трионовидно назъбени. Дължината им е 50 cm, а широчината 2 cm. Цветовете са бели, венчелистчетата са с дължина 15–25 mm дълги. Опрашването е от насекоми. Размножава се със семена, разпространявани от вятъра и вегетативно.